# Antalaha
Antalaha è un comune urbano (firaisana) del Madagascar nord-orientale (provincia di Antsiranana).
È capoluogo del distretto di Antalaha.

## Società

### Evoluzione demografica
Ha una popolazione di 32.496 abitanti (stima 2005).

## Economia
Il 40% della popolazione lavorativa è occupato nell'agricoltura, il 30% nell'industria e il 29.98% nel terziario. La pesca fornisce lavoro appena allo 0.02%.
La risorsa più importante per la città è rappresentata dalla produzione di vaniglia che, oltre a dare lavoro all'87% degli agricoltori locali, alimenta una fiorente attività industriale di trasformazione.
La città ospita un cantiere navale in cui si producono i dhow, le tipiche imbarcazioni a vela dell'oceano Indiano.
Da Antalaha è possibile organizzare escursioni al vicino parco nazionale di Masoala.

## Infrastrutture e trasporti
La città è servita da un aeroporto civile (aeroporto di Antsirabato, codice aeroportuale IATA: ANM) ed è sede di un porto marittimo.
La route nationale 5a (RN 5a) la collega ad Ambilobe.